# 戈尔诺
戈尔诺（義大利語：Gorno），是意大利贝加莫省的一个市镇。总面积9平方公里，人口1683人，人口密度187.0人/平方公里（2009年）。国家统计（ISTAT）代码为016116。

## 友好城市
- 卡爾古利-博爾德市（英语：City of Kalgoorlie–Boulder） 2003年